# Margalit Matitiahu
Margalit Matitiahu (en hébreu : מרגלית מתתיהו) est une poétesse israélienne écrivant en ladino et en hébreu, née en 1935 à Tel Aviv.

## Biographie
Après la Shoah, ses parents, Juifs séfarades descendants des Juifs de León, s'en allèrent de Thessalonique pour Israël. Elle étudia la littérature hébraïque et la philosophie à l'université Bar-Ilan.
| Me visto tu cara sobre la mia, Y con tus ojos veo tu ermosa sivdad natal. La tristesa y la maravilla te anvelopan, En viendo lugares que ya no los conoses mas. | J'ai vu ton visage sur le mien, Et dans tes yeux, je vois ta jolie ville natale. Le chagrin et la merveille t'enveloppent, En voyant les lieux que tu ne connais plus |

## Œuvre
Elle commence à écrire en hébreu et publie en 1988 Curtijo Quemado (Vela de luz) en ladino, un témoignage sur la destruction nazie. Elle a travaillé comme présentatrice pour la radio et investigué sa langue maternelle. Elle est membre de la World Academy of Art and Culture (où elle est docteur honoris causa), du PEN club d'Israël et de l'Association d'écrivains d'Israël. Elle a gagné différents prix.

### En hébreu
- À travers du verre de la fenêtre (1976)
- Pas de silence d'été (1979)
- Des lettres blanches (1983)
- Menottée (1987)
- Escaliers du minuit (1995)

### En ladino
- Alegrica (1993)
- Matriz de luz & Vela de la luz (1997)
- Kamino de Tormento (2000)
- Vagabondo Eternel & Bozes en la Shara (2001)